# Arben Arbëri
Pour les articles homonymes, voir Arbëri.
Arben Arbëri (né le 1er juin 1964 en Albanie) est un footballeur albanais.
Il est surtout connu pour voir terminé meilleur buteur du championnat d'Albanie en 1987 (avec 14 buts).